# گودهوپ، شهرستان هولمز، میسیسیپی
گودهوپ (به انگلیسی: Good Hope) یک منطقهٔ مسکونی در ایالات متحده آمریکا است که در شهرستان هولمز، میسیسیپی واقع شده‌است. گودهوپ ۳۴٫۱۴ متر بالاتر از سطح دریا قرار دارد.